# Parque Tres de Febrero
Het Parque Tres de Febrero (Nederlands: 3 februari park) is een stadspark van ongeveer 400 hectare gelegen in de buurt Palermo van de Argentijnse hoofdstad Buenos Aires. 
Nadat het regime van Juan Manuel de Rosas omver geworpen werd in 1852 werden zijn grote grondgebieden in het noorden van Buenos Aires publiek domein. In 1862 werd geopperd om het gebied om te vormen tot een park. Het park werd naar 3 februari vernoemd, de datum dat Rosas verslagen werd. Op 11 februari 1875 werd het park officieel geopend. 